# Ultra Vortek
Ultra Vortek — сверх-жесткая боевая игра, разработанная Beyond Games и опубликованная Atari для своей домашней консольной системы Atari Jaguar в 1995 году. Дизайн игры следовал тренду фанатов футбола 1990-х годов и пытался извлечь выгоду из популярности таких игр. Как и многие ультра-жестокие игры, игра получила рейтинг «Зрелым» (17+) от Entertainment Board Rating Board. Существует также не выпущенная версия Atari Lynx, которая готовится и публикуется Songbird Productions.

## Игровые режимы и опции
В Ultra Vortek можно играть в режиме одного игрока, двух игроков или двух игроков онлайн. У игрока (ов) есть возможность отключить против выбора области, выключить кровь, настроить время от 100 секунд (по умолчанию) до 60 секунд или ни одного, включить звук от стерео до моно и настроить кнопки. У игрока также есть возможность изменить музыкальные треки с «Fight It» (по умолчанию) на «Твоё имя - это зло», «Издевательство», «Танцы смерти», «Грустное будущее», «Ирландский трэш», «Drunkicidal», «Krappin», «Midevil», «Rave Me» или «Mosh». Настройки уровня сложности варьируются от «Обучение», «Обычный», «Жесткий» или «Убийца». Музыка может быть изменена на экране опций или в меню паузы.

## Сюжет
Игра проходит в антиутопии, где цивилизация была сведена к безумному Махму, вдохновленному миром военачальников. После открытия мистического артефакта человечество пришло в упадок, и народы всего мира развалились.
Во время упадка мира наука и техника продвинулись достаточно далеко, чтобы люди могли создавать собственные творения. Первым был робот, предназначенный для замены человеческого ручного труда на экономическую эффективность и с их собственной способностью рассуждать. Однако после порабощения более 50 лет роботы стали самосознательными и образовали Общество машин, андроидов и киборгов, или SMAC, которые ходатайствовали о равных правах в человеческом обществе. В результате возник конфликт между людьми и роботами.
Вторым созданием, которое разработали люди, была группа человеческих клонов, известных как Специально Квалифицированные Уникальные Разработанные Eugenic Biounits, или SQUEEB. Разработанный Военно-промышленным комплексом, ООО. С возможностями выживания, которые превосходили людей, SQUEEBs, в конечном счете, заменили бы солдат и использовались во время войны. В конце концов, во время великого конфликта в 2112 году некоторые SQUEEBs сбежали и создали коллективную подземную банду под названием Powershifters. В отличие от других банд, у Powershifters нет настоящего лидера. В результате, очень немногие банды предлагают им какую-либо преданность, поскольку их мнения и взгляды меняются.
Когда общество рухнуло, многие люди присоединились к бандам, чтобы восстать против коррумпированного правительства и соперничающих банд. Самая известная банда в метро - MeatHackers. В отличие от других банд, MeatHackers превратились в две разные фракции. Одна из них использовала свои силы в Vortek и орудия боя, а другая использовала ручное оружие. Это создало трения между ними, и более старые члены, которые предпочитают свои силы, основанные на Вортеке, часто рассматривают ручное оружие как плохую замену.
По прошествии некоторого времени, загадочное существо, сатанинское по внешнему виду, называемое «Хранителем», предстает перед человечеством и объявляет, что оно уничтожит мир, если только воин не сможет победить его в жестоких боях. Guardian выделил определенное количество времени для человечества, чтобы выбрать семь из их лучших бойцов и заставить их конкурировать друг с другом. Как только борец победит других воинов, он откроет «Ультра-Вортек», сразится с Хранителем, и, если победит, сможет использовать свою недавно приобретенную силу, чтобы определить судьбу Земли.

## Разработка
Ultra Vortek (изначально названный Ultra Vortex) прорабатывался более года в разработке и пропустил оригинальную дату выхода в феврале 1995 года. Была серия задержек игры, с выпуском, оттесняемым месяц за месяцем, наконец выпущенным в конце лета 1995 года. Никогда не было объяснения, для   данной задержки.
В 1994 году на выставке Consumer Electronics Show Atari объявила о партнерстве с Phylon, Inc. для создания коммуникатора Jaguar Voice / Data Communicator. Блок был отложен, и в конце концов в 1995 году массовое производство было отменено совсем, но не раньше, чем было сделано около 100. Устройство использовало модем со скоростью до 19,9 кбит / с и имело возможность отвечать на входящие телефонные звонки и хранить до 18 телефонных номеров. Игроки должны были напрямую набирать друг друга для онлайн-игры. Единственная игра Jaguar, которая поддерживает игру JVM - Ultra Vortek. Модем был инициализирован в стартовом экране Ultra Vortek, введя 911 на клавиатуре.

## Рецензии
В своем обзоре GamePro похвалил «впечатляющую» графику игры и легкость выполнения специальных ходов, но дал ей общую негативную оценку, основанную на отсутствии у нее оригинальных элементов. Они заключили: «Ultra Vortex - отличная игра для тех, кто не видел Killer Instinct, Mortal Kombat II или Super Street Fighter. Но если вы видели и играли в эти игры, вы видели больше, чем Ultra Vortek  может предложить. "